# Liste des empereurs de la dynastie Qing
La dynastie Qing est fondée par Nurhachi en 1616. Elle règne sur la Chine à partir de 1644 et jusqu'à l'abdication de son douzième souverain, Puyi, en 1912.
| Portrait        | Nom de naissance     | Nom de règne     | Nom de règne       | Nom posthume   | Nom posthume          | Nom de temple   | Naissance         | Début du règne    | Fin du règne      | Mort              |
| Portrait        | Nom de naissance     | Chinois          | Mandchou           | Chinois        | Mandchou              | Nom de temple   | Naissance         | Début du règne    | Fin du règne      | Mort              |
| --------------- | -------------------- | ---------------- | ------------------ | -------------- | --------------------- | --------------- | ----------------- | ----------------- | ----------------- | ----------------- |
| Nurhachi        | Nurhachi (努爾哈赤)  | Tiānming (天命)  | Abkai fulingga     | Gāodì (高帝)   | Dergi hūwangdi        | Tàizǔ (太祖)    | 21 février 1559   | 17 février 1616   | 30 septembre 1626 | 30 septembre 1626 |
| Huang Taiji     | Huang Taiji (皇太極) | Tiāncōng (天聰)  | Abkai sure         | Wéndì (文帝)   | Genggiyen su hūwangdi | Tàizōng (太宗)  | 28 novembre 1592  | 30 septembre 1626 | 15 mai 1636       | —                 |
| Huang Taiji     | Huang Taiji (皇太極) | Chóngdé (崇德)   | Wesihun erdemungge | Wéndì (文帝)   | Genggiyen su hūwangdi | Tàizōng (太宗)  | 28 novembre 1592  | 15 mai 1636       | 21 septembre 1643 | 21 septembre 1643 |
| Shunzhi         | Fúlín (福臨)         | Shùnzhì (順治)   | Ijishūn dasan      | Zhāngdì (章帝) | Eldembure hūwangdi    | Shìzǔ (世祖)    | 15 mars 1638      | 8 octobre 1643    | 5 février 1661    | 5 février 1661    |
| Kangxi          | Xuányè (玄燁)        | Kāngxī (康熙)    | Elhe taifin        | Réndì (仁帝)   | Gosin hūwangdi        | Shèngzǔ (聖祖)  | 4 mai 1654        | 5 février 1661    | 20 décembre 1722  | 20 décembre 1722  |
| Yongzheng       | Yìnzhēn (胤禛)       | Yōngzhèng (雍正) | Hūwaliyasun tob    | Xiàndì (憲帝)  | Temgetulehe hūwangdi  | Shìzōng (世宗)  | 13 décembre 1678  | 27 décembre 1722  | 8 octobre 1735    | 8 octobre 1735    |
| Qianlong        | Hónglì (弘曆)        | Qiánlóng (乾隆)  | Abkai wehiyehe     | Chúndì (純帝)  | Yongkiyangga hūwangdi | Gāozōng (高宗)  | 25 septembre 1711 | 8 octobre 1735    | 8 février 1796    | 7 février 1799    |
| Jiaqing         | Yóngyǎn (顒琰)       | Jiāqìng (嘉慶)   | Saicungga fengšen  | Ruìdì (睿帝)   | Sunggiyen hūwangdi    | Rénzōng (仁宗)  | 13 novembre 1760  | 8 février 1796    | 2 septembre 1820  | 2 septembre 1820  |
| Daoguang        | Mínníng (旻寧)       | Dàoguāng (道光)  | Doro eldengge      | Chéngdì (成帝) | Šanggan hūwangdi      | Xuānzōng (宣宗) | 16 septembre 1782 | 3 octobre 1820    | 25 février 1850   | 25 février 1850   |
| Xianfeng        | Yìzhǔ (奕詝)         | Xiánfēng (咸豐)  | Gubci elgiyengge   | Xiǎndì (顯帝)  | Iletu hūwangdi        | Wénzōng (文宗)  | 17 juillet 1831   | 9 mars 1850       | 22 août 1861      | 22 août 1861      |
| Tongzhi         | Zǎichún (載淳)       | Tóngzhì (同治)   | Yooningga dasan    | Yìdì (毅帝)    | Filingga hūwangdi     | Mùzōng (穆宗)   | 27 avril 1856     | 11 novembre 1861  | 12 janvier 1875   | 12 janvier 1875   |
| Guangxu         | Zǎitián (載湉)       | Guāngxù (光緒)   | Badarangga doro    | Jǐngdì (景帝)  | Ambalinggū hūwangdi   | Dézōng (德宗)   | 14 août 1871      | 25 février 1875   | 14 novembre 1908  | 14 novembre 1908  |
| Puyi (à droite) | Pǔyí (溥儀)          | Xuāntǒng (宣統)  | Gehungge yoso      | Xùndì (遜帝)   |                       | aucun           | 7 février 1906    | 2 décembre 1908   | 12 février 1912   | 17 octobre 1967   |
| Portrait        | Nom de naissance     | Nom de règne     | Nom de règne       | Nom posthume   | Nom posthume          | Nom de temple   | Naissance         | Début du règne    | Fin du règne      | Mort              |
| Portrait        | Nom de naissance     | Chinois          | Mandchou           | Chinois        | Mandchou              | Nom de temple   | Naissance         | Début du règne    | Fin du règne      | Mort              |